# Église Saint-Martin de Noët
L'église Saint-Martin de Noët est un lieu de culte catholique situé sur la commue de Saint-Justin, dans le département français des Landes.
Elle fait l’objet d’une inscription au titre des monuments historiques depuis le 11 décembre 1995.

## Présentation
De style gothique, l’église Saint-Martin de Noët s'est vue adjoindre une haute tour fortifiée dans le courant du XIVe siècle. L'avant-porche, le presbytère et la sacristie sont plus récents.

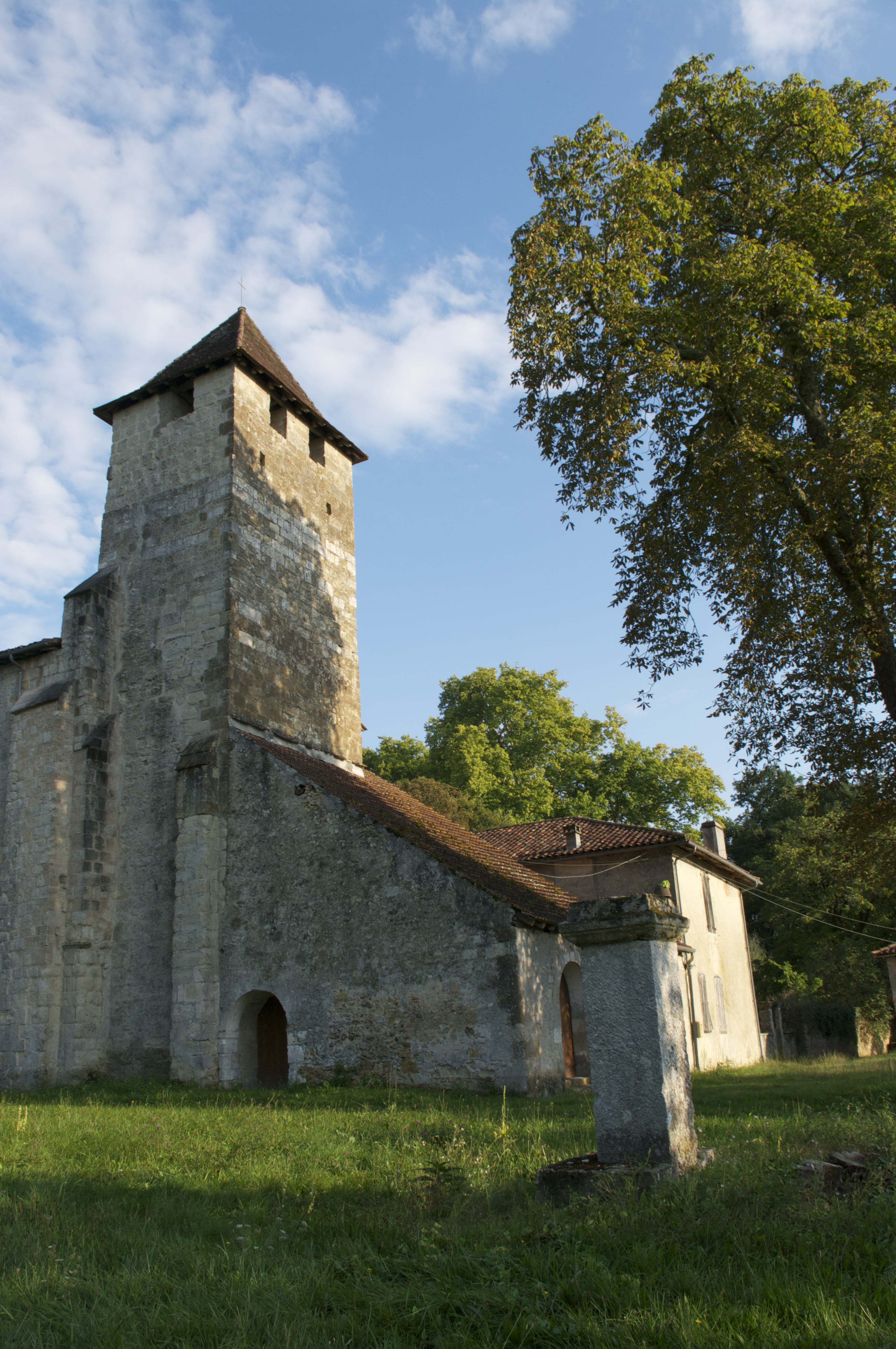
La tour fortifiée
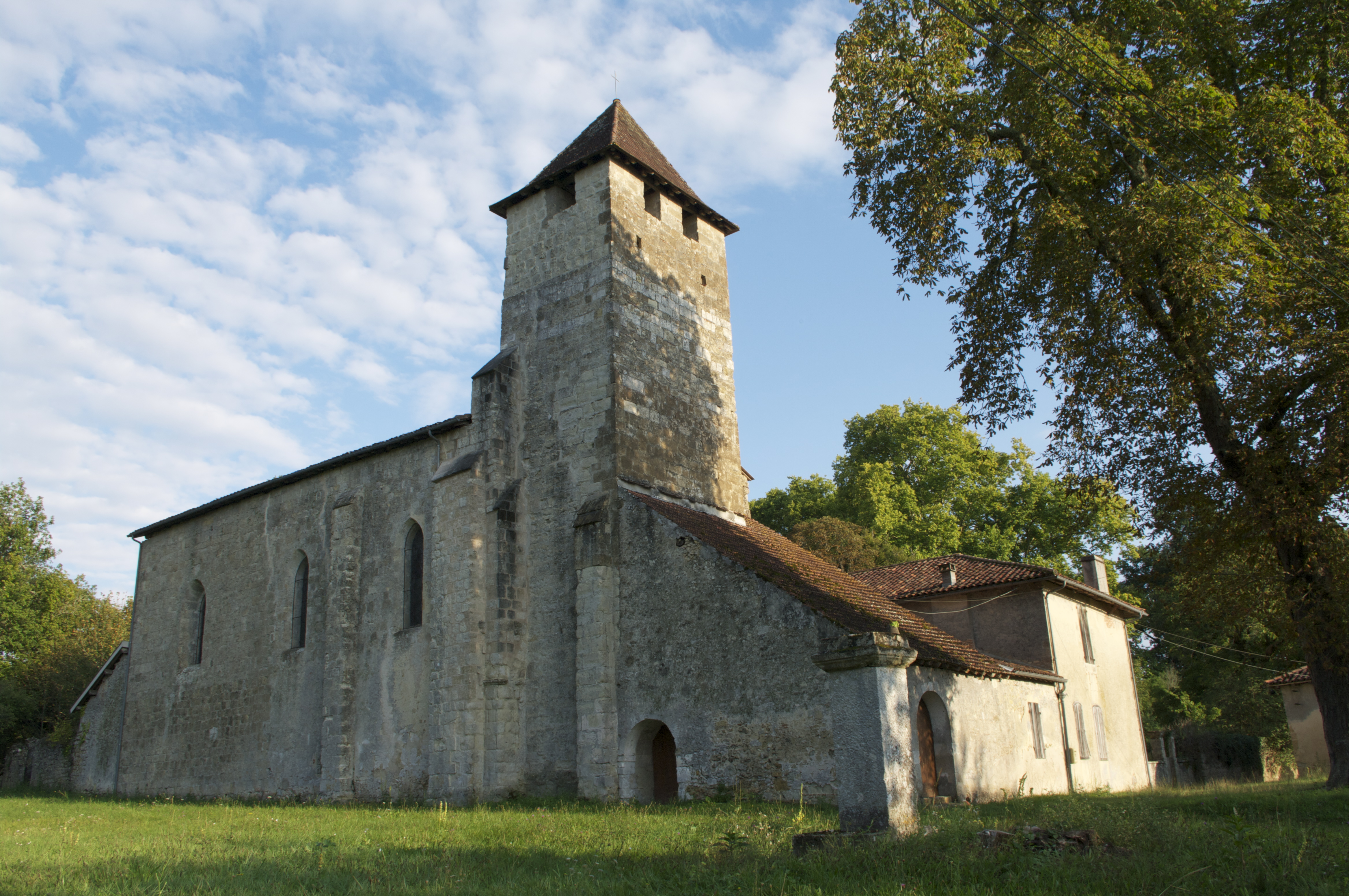
Vue globale
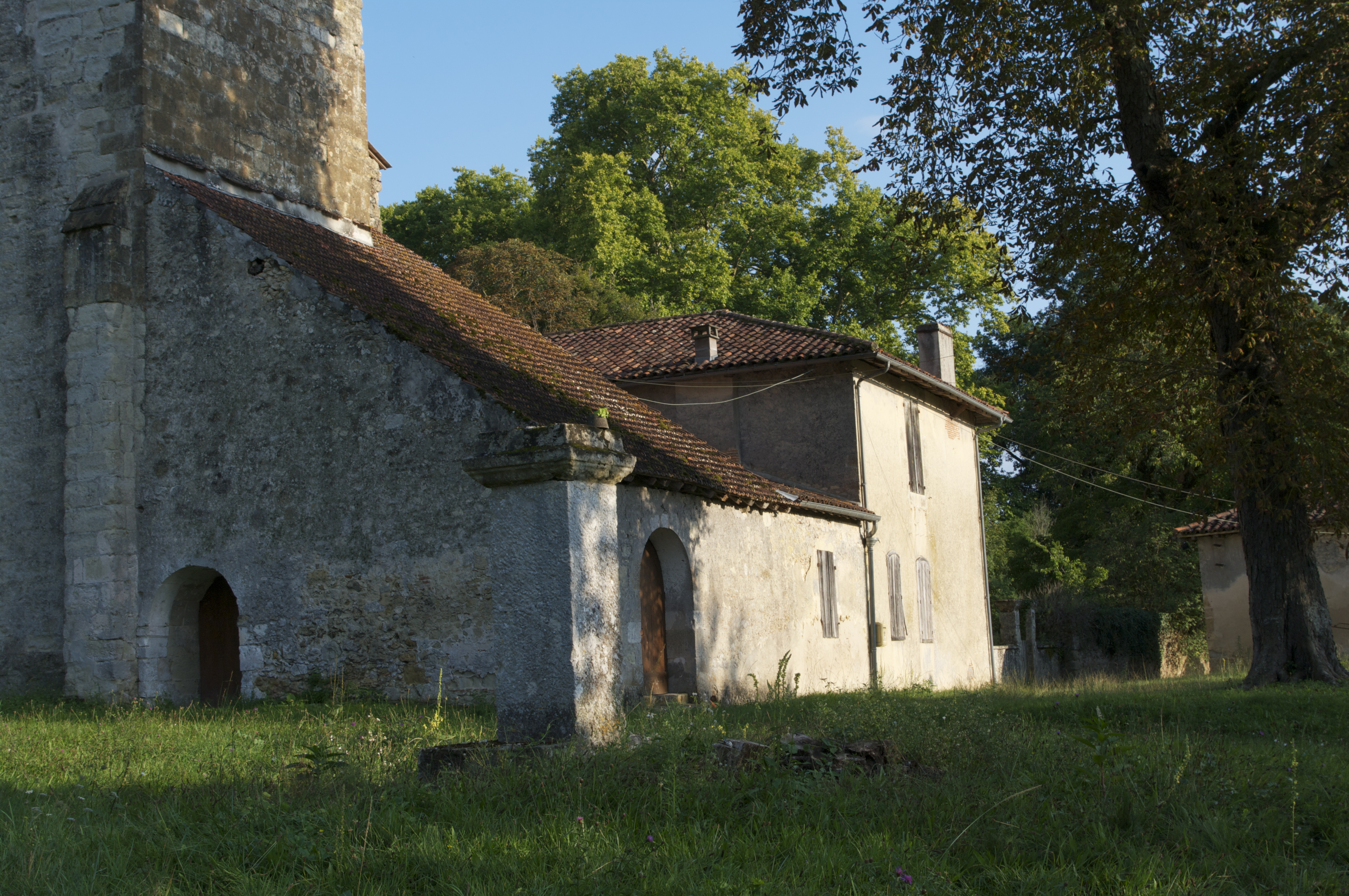
Bâtiment avant
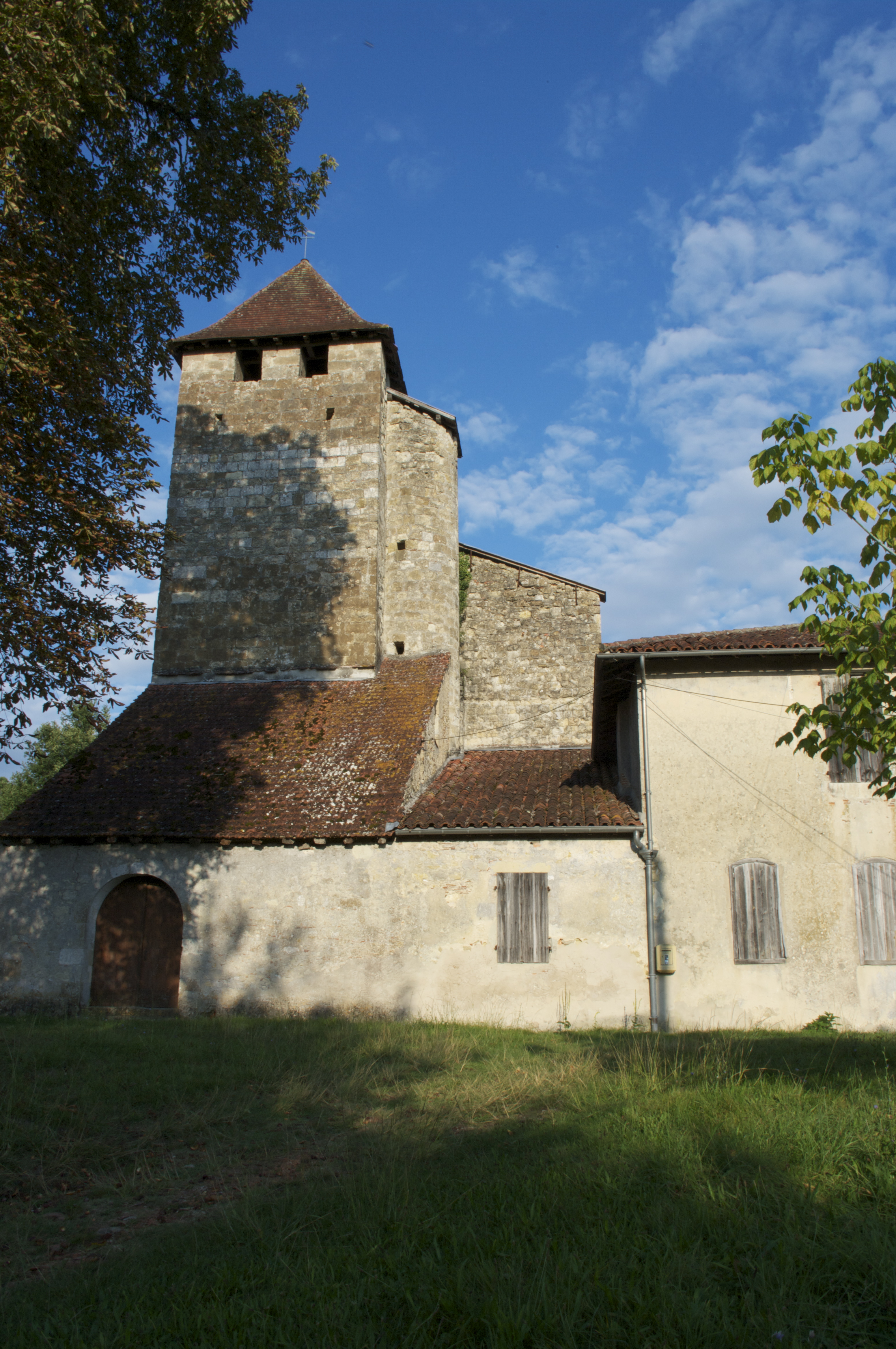
La tour fortifiée